# Скалон, Василий Данилович
Василий Данилович Скалон (1835—1907) — генерал от инфантерии, командир 4-го армейского корпуса.
Родился 28 мая 1835 года, сын генерал-майора Даниила Антоновича Скалона.
3 сентября 1849 года поступил в Главное инженерное училище, из которого был выпущен 13 августа 1853 года прапорщиком. Однако в армию он не вышел и был оставлен в офицерских классах при том же училище.
По окончании курса наук Скалон был назначен в Гренадерский сапёрный батальон и выступил в Крым, однако в военных действиях против англо-французов он участия принимал, поскольку был оставлен в Николаеве для проведения работ по укреплению подступов к городу.
По окончании Крымской кампании он переведён в Кавказский сапёрный батальон, в рядах которого в 1855—1859 годах принимал участие в военных действиях на Кавказе. За отличия против горцев Скалон получил чины подпоручика (11 августа 1855 года) и поручика (4 октября 1857 года) и блестяще проявил себя во время наступления в Дидойское ущелье, за что в 1858 году получил орден св. Станислава 3-й степени с мечами и бантом.
Вслед за тем Скалон поступил в Николаевскую академию Генерального штаба, которую окончил по 2-му разряду в 1863 году, причём 25 июля 1861 года был произведён в штабс-капитаны и 10 января 1863 года получил чин капитана. В 1866 году Скалон был назначен воспитателем великого князя Николая Николаевича Младшего, а в 1868 году был назначен адъютантом к генерал-инспектору инженерных войск. За это время он получил чины подполковника (27 марта 1866 года) и полковника (23 апреля 1868 года) и был награждён орденом св. Анны 3-й степени (в 1865 году).
В 1869—1873 годах состоял по Генеральному штабу, за успешное выполнение поручений и командировок был пожалован орденами св. Владимира 4-й степени (в 1870 году) и св. Анны 2-й степени (1872 году).
6 октября 1873 года Скалон был назначен командиром лейб-гвардии Сапёрного батальона и в 1875 году награждён орденом св. Владимира 3-й степени.
С открытием в 1877 году военных действий против Турции на Дунае Скалон с отличием действовал под Плевной, где был ранен, и 18 декабря 1877 года был произведён в генерал-майоры с зачислением в Свиту Его Величества (со старшинством от 12 октября). 27 января 1878 года он был награждён орденом св. Георгия 4-й степени, в реляции было сказано:
Во время занятия войсками Западного отряда с 16-го ноября по 19-е декабря позиций на горах против укреплённых турецких позиций Шандорник—Араб-Конак, ему было поручено укрепить занятые нашими войсками позиции. Поручение это генерал-майором Скалоном исполнено под сильнейшими выстрелами неприятеля очень хорошо и этим он дал возможность, рассчитывая на крепость позиции, оставить сравнительно небольшой заслон и с остальными войсками совершить переход через Балканские горы. За тем, под главным руководством этого генерала были разработаны удобные для передвижения войск подъём на перевал и спуск с него, по которым прошла главная колонна войск. Наконец под его  же наблюдением был исправлен мост через Искер у Враждебны по которому прошли войска во время наступления на Софию.
2 января 1879 года он был пожалован золотой саблей с надписью «За храбрость»
За отличия, оказанные в делах против турок под Филиппополем 3, 4 и 5 янв. 1878 года
По окончании военных действий Скалон продолжил службу в занимаемой должности и в 1880 году был награждён орденом св. Станислава 1-й степени.
19 июня 1883 года Скалон был награждён орденом св. Анны 1-й степени и назначен командиром 5-й сапёрной бригады, а в 1889 году — начальником 15-й пехотной дивизии, которой командовал до 30 декабря 1895 года, когда получил должность коменданта Брест-Литовской крепости. За это время он был удостоен орденов св. Владимира 2-й степени (в 1886 году) и Белого орла (в 1889 году), а также получил чин генерал-лейтенанта (30 августа 1886 года).
27 сентября 1897 года Скалон был назначен командиром 4-го армейского корпуса, тогда же награждён орденом св. Александра Невского (алмазные знаки к этому ордену пожалованы в 1902 году), 6 декабря 1898 года произведён в генералы от инфантерии. 23 января 1901 года Скалон оставил занимаемую должность и вошёл в число членов Александровского комитета о раненых.
Скончался в июле 1907 года.
Его братья: Евгений (генерал-майор), Николай (полковник), Антон (майор).
Жена: Александра Петровна Скалон (1842—18.08.1915)